# Franco Del Prete
Franco Del Prete (Frattamaggiore, 5 novembre 1943 – Napoli, 13 febbraio 2020) è stato un batterista e paroliere italiano.

## Biografia

### Gli inizi, l'incontro con James Senese e gli Showmen
Musicista tra i più significativi della scena napoletana, nasce a Frattamaggiore. Dopo varie esperienze con diversi gruppi, Franco Del Prete debutta con gli Showmen nella prima metà degli anni Sessanta contribuendo al loro successo. Il gruppo vince il Cantagiro del 1968 con una versione rhythm & blues di "Un'ora sola ti vorrei" e partecipa al Festival di Sanremo con Tu sei bella come sei.

### The Showmen 2 e Napoli Centrale
Con l'amico di sempre James Senese, Del Prete prova dapprima a rimettere in piedi gli Showmen 2 dopo la fuoriuscita di Mario Musella, e poi contribuisce a fondare i Napoli Centrale, di cui è l'autore dei testi. È il 1975, il suono si ispira ai nuovi canoni del jazz-rock, mentre i testi in dialetto raccontano storie proletarie, come nel caso di Campagna, il primo singolo del gruppo. Tre LP che ottengono ottimi risultati di vendita e concerti in tutta Europa, compresa l'esibizione al prestigioso Montreux Jazz Festival, dimostrando il gradimento del pubblico e della critica. Proprio il successo dei Napoli Centrale dà un importante contributo all'affermazione del Napule's Power (o Neapolitan Power) e di Pino Daniele, ingaggiato come bassista del gruppo nel 1978, poco prima del suo esordio da solista.

### Gli Ascenn, il primo ritorno coi Napoli Centrale e Gino Paoli
Nel 1979 i Napoli centrale si sciolgono e ad inizio degli anni ‘80, Del Prete partecipa alla formazione “Ascenn” (con Carlo Senatore, Elia Rosa, Alfonso Adinolfi, Peppe Sannino e Umberto Ierbolino).
Nel 1980, Del Prete entra a far parte dello staff di Gino Paoli, partecipando come batterista alla registrazione del disco Ha tutte le carte in regola.
Nel 1982 partecipa alla reunion dei Napoli Centrale, ma quasi immediatamente ne esce e viene sostituito da Walter Martino.
Con gli Ascenn suona per le colonne sonore dei film FF.SS. - Cioè: ...che mi hai portato a fare sopra a Posillipo se non mi vuoi più bene? di Renzo Arbore del 1983, in cui la band stessa compare durante un live e si esibisce con il brano “Punto zero”. Il gruppo “Ascenn” dovrebbe essere stato attivo dall’inizio degli anni ‘80 fino alla seconda metà del decennio e si è esibito anche al di fuori di Napoli, tra i locali di Roma, Milano e Bergamo nella primavera del 1984. Il gruppo “Ascenn” è inquadrato nel filone musicale denominato “Vesuwave” nato ad inizio degli anni ‘80 che si collega filologicamente al “Neapolitan Power” del decennio precedente e ha le proprie radici nella musica funky, nella fusion, nella musica nera e nella sperimentazione con testi in lingua napoletana.

### Le collaborazioni con Eduardo De Crescenzo, Sal Da Vinci e Peppino di Capri
Nel 1991 è di nuovo al Festival di Sanremo, questa volta per accompagnare Eduardo De Crescenzo, per cui firma le parole di "E la musica va" e tutti i brani dell'album Cante jondo.
Dal 1994 al 1998 scrive e suona per Sal Da Vinci tre album, tra cui la canzone Vera che, negli Stati Uniti, vende due milioni di copie.
Nel 2001 Franco Del Prete ritorna a Sanremo scrivendo, insieme a Marcello Vitale, la canzone "Pioverà" cantata da Peppino di Capri contenuta nell'album Fase 3 nel quale è autore di tutti i testi.
Scrive canzoni anche per altri artisti e le sue parole sono state cantate da Lucio Dalla, Raiz (Almamegretta), 'O Zulù (99 Posse), Tullio De Piscopo, Peppe Barra, Enzo Avitabile e tanti altri.

### Il secondo ritorno nei Napoli Centrale
Nel 2001 Franco torna nei Napoli Centrale, componendo i testi e suonando la batteria del disco Zitte! Sta vennenn' 'o mammone. La collaborazione dura circa due anni per poi uscirne di nuovo, venendo sostituito dall'attuale batterista Fredy Malfi.

### I Sud Express ed Enzo Gragnaniello
Dal 2006 fonda i Sud Express, progetto con il quale, utilizzando il nome "Franco Del Prete Sud Express", ha all'attivo gli album L'ultimo apache (2009) e Radice (2011) di Enzo Gragnaniello, quest'ultimo pubblicato come Enzo Gragnaniello & Sud Express.
Nel 2009 e 2014 ha partecipato al progetto di beneficenza Reggae 4 Shashamene (vol. I e vol. II), iniziativa promossa da Elio Fioretti per l'Axum di Messina (Associazione di Amicizia e Cooperazione Italia-Etiopia) insieme ad altri artisti italiani e stranieri, tra cui Ciccio Merolla, Ernesto Vitolo, Rino Calabritto, Mauro Romano, Sir Oliver Skardy, Davide Cantarella, Madi Simmon, gli artisti etiopi Aster Aweke, Zeleke Gessese, Teddy Afro nonché il gruppo molisano Noflaizone. Nell'ambito di tale progetto umanitario ha suonato la batteria in I Shot the Sheriff, brano iniziale del disco Reggae 4 Shashamene (primo volume), e autorizzato, nel secondo volume del disco, la pubblicazione del brano Jatevenne, ballata reggae autoironica di protesta contro ogni forma di violenza e di delinquenza.

### Il terzo ritorno coi Napoli Centrale e La chiave
Nel 2016 Franco Del Prete riprende la collaborazione con l'amico di sempre James Senese, scrivendo testi e registrando tracce di batteria di parte dei brani del suo nuovo album coi Napoli Centrale 'O sanghe.
Nel 2018 pubblica con il suo progetto Sud Express l'album La chiave.

### Morte
Muore a Napoli, a 76 anni, il 13 febbraio 2020. Il 10 febbraio 2021, a un anno dalla sua morte, come precisa volontà espressa quando il musicista e paroliere era ancora in vita, è stata pubblicata la biografia in prosa: “A tempo perso suonavo ogni giorno” di Mario Schiavone.
Alla sua memoria è dedicato l'anfiteatro nella villa Comunale di Frattamaggiore

## Discografia parziale

### Discografia con The Showmen
Album in studio
- 1969 - The Showmen

### Discografia con gli Showmen 2
Album in studio
- 1972 - Showmen 2

### Discografia con i Napoli Centrale
Album in studio
- 1975 - Napoli Centrale
- 1976 - Mattanza
- 1978 - Qualcosa ca nu' mmore
- 2001 - Zitte! Sta venenn' 'o mammone
- 2016 - 'O sanghe

### Discografia con i Sud Express
Album in studio
- 2009 - L'ultimo Apache
- 2018 - La chiave

### Collaborazioni
- 1980 - Gino Paoli Ha tutte le carte in regola
- 1991 - Eduardo De Crescenzo Cante jondo
- 1993 - Eduardo De Crescenzo Danza danza
- 1994 - Sal Da Vinci Sal da Vinci
- 1996 - Sal da Vinci Un po' di noi
- 1998 - Sal da Vinci Solo
- 2001 - Peppino di Capri Fase 3
- 2011 - Enzo Gragnaniello & Sud Express Radice

## Canzoni scritte da Franco Del Prete
| Anno | Titolo                                | Autori del testo                                          | Autori della musica                                      | Interpreti           |
| ---- | ------------------------------------- | --------------------------------------------------------- | -------------------------------------------------------- | -------------------- |
| 1975 | Campagna                              | Franco Del Prete                                          | James Senese                                             | Napoli centrale      |
| 1975 | 'A gente 'e Bucciano                  | Franco Del Prete                                          | James Senese                                             | Napoli centrale      |
| 1975 | Pensione Floridiana                   | Franco Del Prete                                          | James Senese                                             | Napoli centrale      |
| 1975 | Viecchie, mugliere, muorte e criaturi | Franco Del Prete                                          | James Senese                                             | Napoli centrale      |
| 1975 | Vico primo Parise n° 8                | Franco Del Prete                                          | James Senese                                             | Napoli centrale      |
| 1975 | 'O lupo s'ha mangiato 'a pecurella    | Franco Del Prete                                          | James Senese                                             | Napoli centrale      |
| 1976 | Simme iute e simme venute             | Franco Del Prete                                          | James Senese                                             | Napoli centrale      |
| 1976 | Sotto a' suttana                      | Franco Del Prete                                          | James Senese                                             | Napoli centrale      |
| 1976 | Sotto e 'n coppa                      | Franco Del Prete                                          | James Senese                                             | Napoli centrale      |
| 1976 | 'O nonno mio                          | Franco Del Prete                                          | James Senese                                             | Napoli centrale      |
| 1976 | Sangue misto                          | Franco Del Prete                                          | James Senese                                             | Napoli centrale      |
| 1976 | Forse sto capenno                     | Franco Del Prete                                          | James Senese                                             | Napoli centrale      |
| 1976 | Chi fa l'arte e chi s'accatta         | Franco Del Prete                                          | James Senese                                             | Napoli centrale      |
| 1977 | O nemico mio                          | Franco Del Prete                                          | James Senese                                             | Napoli centrale      |
| 1977 | A musica mia che r'è                  | Franco Del Prete                                          | James Senese                                             | Napoli centrale      |
| 1977 | Nun song na vacca                     | Franco Del Prete                                          | James Senese                                             | Napoli centrale      |
| 1991 | Sarà così                             | Franco Del Prete, Marina Micco, Francisco Pablo Del Prete | Eduardo De Crescenzo                                     | Eduardo De Crescenzo |
| 1991 | E la musica va                        | Franco Del Prete, Marina Micco                            | Eduardo De Crescenzo                                     | Eduardo De Crescenzo |
| 1991 | Cante jondo                           | Franco Del Prete, Marina Micco                            | Eduardo De Crescenzo                                     | Eduardo De Crescenzo |
| 1991 | Batte l'onda                          | Franco Del Prete, Marina Micco                            | Eduardo De Crescenzo                                     | Eduardo De Crescenzo |
| 1991 | Benedetta mama creola                 | Franco Del Prete, Marina Micco                            | Eduardo De Crescenzo                                     | Eduardo De Crescenzo |
| 1991 | Occhi di marzo                        | Franco Del Prete, Marina Micco, Francisco Pablo Del Prete | Eduardo De Crescenzo                                     | Eduardo De Crescenzo |
| 1991 | Van Gogh                              | Franco Del Prete, Marina Micco, Francisco Pablo Del Prete | Eduardo De Crescenzo                                     | Eduardo De Crescenzo |
| 1991 | Cerca quella chiave                   | Franco Del Prete, Marina Micco                            | Eduardo De Crescenzo                                     | Eduardo De Crescenzo |
| 1993 | Danza danza                           | Franco Del Prete, Marina Micco                            | Eduardo De Crescenzo                                     | Eduardo De Crescenzo |
| 1993 | A Sud                                 | Franco Del Prete, Sergio Cirillo                          | Eduardo De Crescenzo, Gianni Guarracino, Vittorio Remino | Eduardo De Crescenzo |
| 1993 | Che senso ha                          | Franco Del Prete, Marina Micco                            | Eduardo De Crescenzo                                     | Eduardo De Crescenzo |

## Filmografia
- Radici – film documentario del 2011 diretto da Carlo Luglio

## Opere
- Mario Schiavone, A tempo perso suonavo ogni giorno - Franco Del Prete. Storia di un batterista fuori dal tempo, Edizioni Iod, 2021[4]